# 聖方濟各堂區

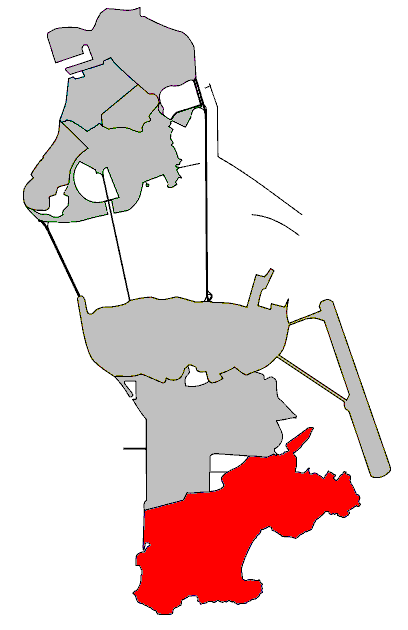
澳門聖方濟各堂區位置

聖方濟各堂區（葡萄牙語：Freguesia de São Francisco Xavier）是澳門堂區之一，佔地7.6平方公里，屬澳門土地面積第二大的堂區。在2021年澳門人口普查裡，聖方濟各堂區的人口為36,384人，是澳門堂區中倒數第二。

## 歷史
聖方濟各堂區包括路環全境，以及路氹城的離島醫療綜合體、澳門自來水石排灣水廠、小型賽車場和澳門凱撒高爾夫球場。
路環島原是一個獨立的島嶼，屬廣東香山縣管轄範圍。19世紀中葉，葡萄牙人向路環擴張，至20世紀初完全控制路環，各類公共設施相繼設立，現在則透過路氹城與氹仔連成一體。路環最大的特點是自然風光保持得較為完好，鳥語花香，是澳門人休閒度假的熱門地點。
建於1938年的天主教聖方濟各堂是路環最出名的景點，教堂内曾存放着聖方濟各的臂骨。

## 景點
- 路環村
- 荔枝碗村
- 黑沙海灘
- 石排灣郊野公園

## 外部連結
- 天主教澳門教區 （页面存档备份，存于）